# Dělení Polska

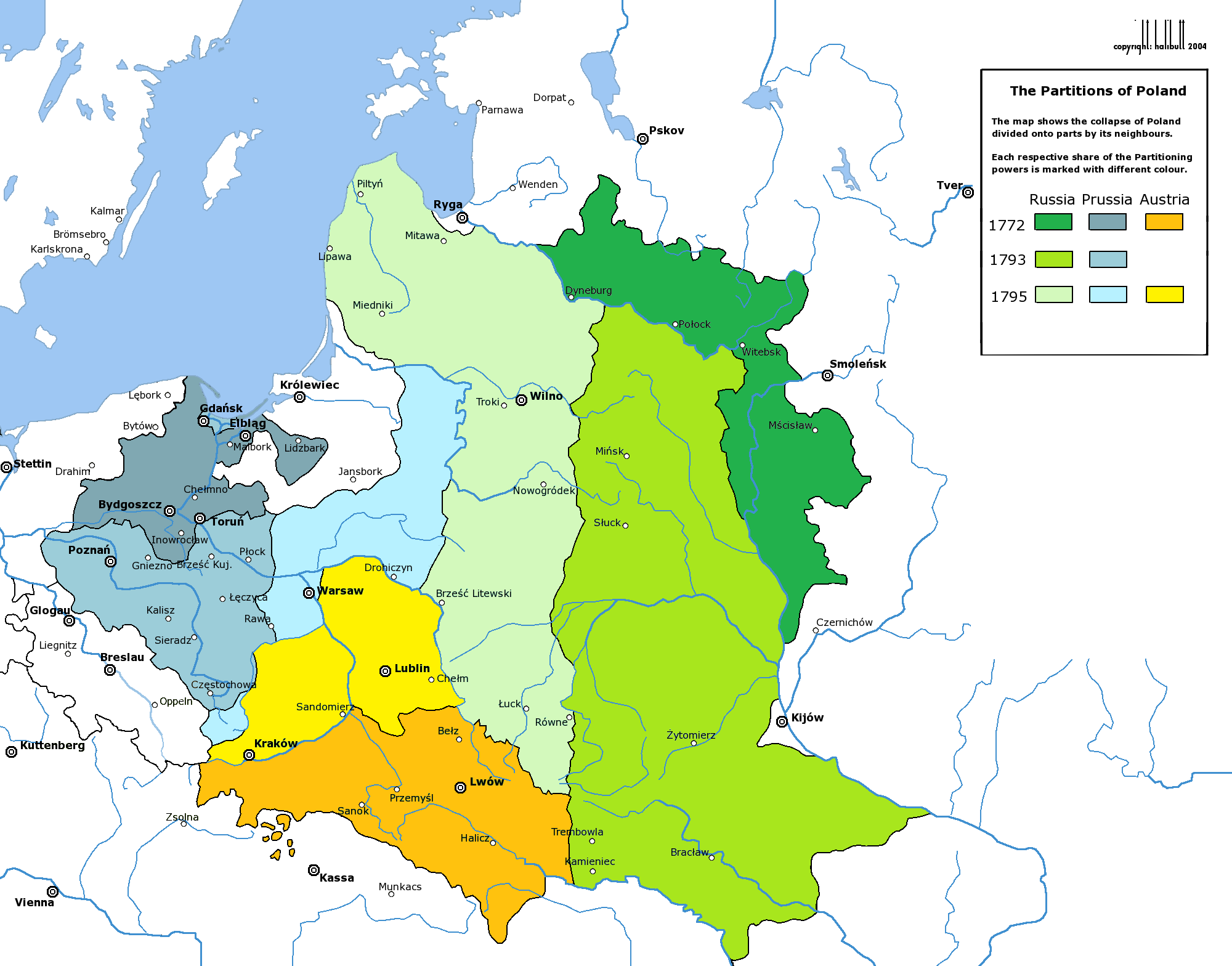
Trojí dělení Polska

Dělení Polska neboli Trojí dělení Polska je historický pojem označující sérii anexí území Polsko-litevské unie v letech 1772, 1793 a 1795. Důsledkem dělení došlo k zániku tohoto dvoustátí a rozdělení jeho území mezi Prusko, Rakousko a Rusko. K úpravě dělení došlo v roce 1815 na vídeňském kongresu, kdy vzniklo tzv. kongresové Polsko personálně připojené k Rusku. Polsko a Litva byly obnoveny jako samostatné státy až v roce 1918 v důsledku první světové války.
Jako čtvrté dělení Polska se někdy nazývá obsazení Polska Německem a Sovětským svazem v roce 1939, které si rozdělily na základě tajného dodatku paktu Ribbentrop–Molotov.

## Chronologie
- 1772 – první dělení Polska
- 1791 – schválení polské ústavy
- 1792 – polsko-ruská válka
- 1793 – druhé dělení Polska
- 1794 – povstání Tadeusze Kościuszka
- 1795 – třetí dělení Polska

## Předcházející události
Po zlatém věku v 16. a 17. století Polsko-litevská republika (Rzeczpospolita) procházela koncem 17. a počátkem 18. století obdobím krize občanské společnosti. Polsko bylo republikou (místo prezidenta byl ve volbách vybírán král) a znesvářená občanská společnost způsobila oslabení vládnoucích orgánů země – poslanecké sněmovny, senátu a krále. S výběrem na polský trůn ambiciózního saského kurfiřta Fridricha Augusta I. Silného (v Polsku korunovaný jako August II. Silný) se tento proces značně prohloubil. Společnost se rozdělila do několika nesmiřitelných táborů. Tento stav postupně paralyzoval chod polské poslanecké sněmovny a senátu. Ambice nového krále, který chtěl získat vojenskou slávu a absolutní moc v zemi, vtáhla Polsko-litevskou republiku do severní války. Během války se část společnosti postavila na stranu Švédska a opozice a část na stranu Ruska a krále. Polsko se války oficiálně neúčastnilo, ale velká část bojových operací probíhala na území Polska. Výsledkem konfliktu, během kterého došlo také k polské občanské válce, bylo to, že země byla zcela zpustošená s obrovskými ztrátami na životech a zejména vítězné Rusko zemi vojensky obsadilo svou armádou. Tohoto stavu Rusko využilo k politickému ovládnutí Polska. Pod hrozbou užití vojska si Rusko vynutilo snížení stavu polské armády na pouhých 24 000 vojáků a v praxi Polsko-litevskou republiku přeměnilo v něco, co by se dalo nazvat protektorátem. Rusko se od této doby trvale vměšovalo do vnitřních záležitostí Polska a uzurpovalo si právo stát se ochráncem vybraných politických uskupení v Polsku. Vlivné postavení v Polsku mělo ruské velvyslanectví. Rozvrat občanské společnosti v Polsku trval téměř po celé 18. století. Různá šlechtická uskupení neustále bojovala s různými skupinami magnátů a královským dvorem. Často propukaly vzpoury, povstání a občanské války inspirované jinými státy. Narůstal tlak sousedních států, zejména expanzivního Pruska, na přerozdělení polského území. Polsko nemělo v Evropě zastání, protože většina evropských zemí v této době byla absolutními monarchiemi, které velice nelibě nesly, že král v Polsku měl slabé postavení a prakticky o všem rozhodovali občané (šlechta) prostřednictvím poslanecké sněmovny a senátu. Z ohledu na pat v poslanecké sněmovně a senátu se po téměř celé 18. století projevovala pasivita Polska v zahraniční politice, která byla v největším úpadku za vlády Augusta III. v letech 1733–1763. Polsko nezasahovalo do významných evropských událostí a hrálo jen roli trpného činitele. K usmíření občanské společnosti došlo teprve po šoku, který nastal po prvním dělení Polska v roce 1772. Polsko-litevská republika v této době prošla obdobím intenzivních reforem, které ovšem způsobily, že sousední státy se začaly obávat, že přijdou o svou kořist, a společně zakročily proti Polsku dříve, než příliš zesílí.

## První dělení Polska

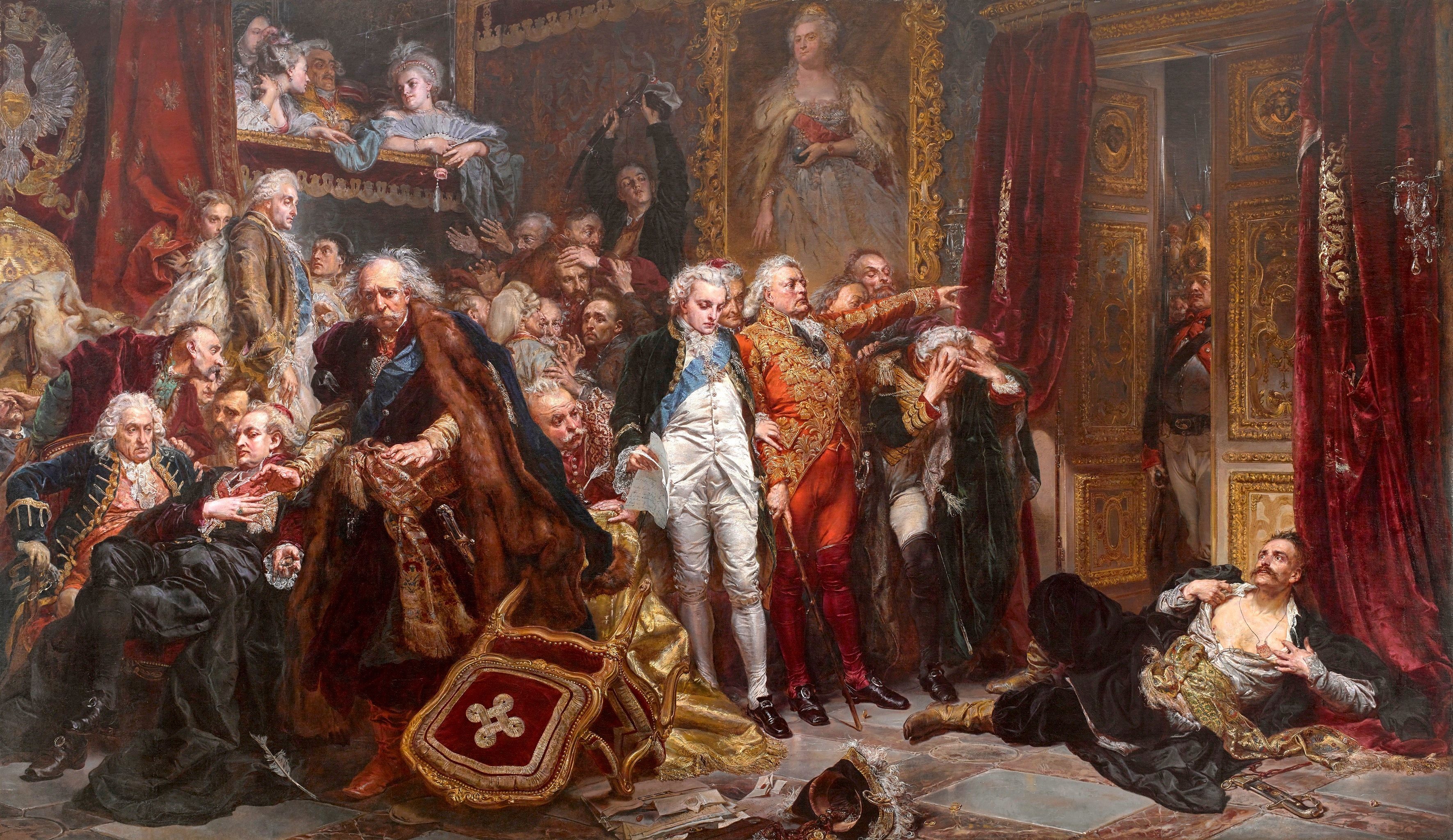
Pád Polska

Po smrti Augusta III. začalo docházet v unii k boji o moc, který vnitřně oslaboval Polsko a nahrával mocenským zájmům jeho sousedů. Novým polským králem se stal nakonec za asistence ruských expedičních vojsk Stanisław (II.) August Poniatowski. Polská společnost ho však přijala velmi chladně a nový král se musel potýkat se stejným problémem jako jeho předchůdci – silným postavením polské šlechty (občanů) v dvojstátí. Ta se stavěla proti ruské intervenci a Poniatowského považovala za ruskou loutku. Z důvodu změn, které si chtělo Rusko vynutit v polském právu prostřednictvím nového krále, v roce 1768 proti Poniatowskému vypuklo povstání (Barská konfederace). Stabilitu Polska narušilo i Rusy vyprovokované selské povstání na Ukrajině roku 1768 (tzv. Kolištizna), které bylo zaměřeno proti Polákům, Židům, katolíkům a uniatům. Povstání využilo k vojenské intervenci Rusko, ovšem v souvislosti s válkou proti Turecku se Rusko muselo dočasně ze svého angažmá v Polsku stáhnout. V roce 1770 barští povstalci oznámili královo sesazení. V tomtéž roce Rakousko předběhlo události dělení Polska a okupovalo Spišsko a podkarpatská území. Roku 1771 vtrhly do Polska i carské posily pod vedením ruského vojevůdce A. V. Suvorova. V roce 1772 uzavřely Rusko, Prusko a Rakousko po ročním diplomatickém jednání dohodu, podle níž si rozebraly část polského území.
- Prusko získalo Warmii, vojvodství Pomořanské, Malborské a Chelmiňské a menší části Velkopolska, celkem 36 000 km² s více než půl miliónem obyvatel.
- Rusko získalo část pobaltského Livonska, vojvodství Polocké, Mstislavské a díly vojvodství Minského a Vitebského o celkové rozloze 92 000 km² s 1 300 000 obyvateli převážně běloruské národnosti.
- Kořist Rakouska sestávala z území na jih od horní Visly, části vojvodství Sandoměřského, Krakovského, knížectví osvětimského a zatorského a dále Podolí a části Volyně.

## Druhé dělení Polska a Litvy
Po šoku, který nastal po prvním dělení Polska v roce 1772, došlo k usmíření občanské společnosti a krále. Roku 1773 byl parlament donucen ratifikovat dohodu o nových hranicích s Ruskem, Pruskem a Rakouskem. Polsko-litevská republika v této době prošla obdobím intenzivních reforem, které ovšem způsobily, že sousední státy se začaly obávat, že přijdou o svou kořist. Král byl nucen vést složitou politickou hru. Největší aktivitu v Polsku projevovalo Rusko. Kateřina Veliká jednak prosazovala v Polsku svůj vliv, jednak měla zájem na udržení celistvosti stávajícího Polska a Litvy. V 80. letech se změnila situace na jihu Ruska, které chtělo ovládnout černomořskou oblast na úkor Turků. Proti Turecku vystupovalo i Rakousko a jejich společné cíle je nakonec sblížily. Ze situace chtěl vytěžit pro polsko-litevský stát také Stanisław August, ovšem u ruské carevny nepochodil. Jistá naděje svitla Polákům roku 1788, když se carská a rakouská vojska nemohla prosadit proti Turecku a když Rusku vypovědělo válku Švédsko. Prusko, které stálo na straně Turecka, uzavřelo s Polskem roku 1790 polsko-pruský vojenský pakt. Prusko přitom požadovalo po Polsku Gdaňsk a Elbląg a jako náhradu slibovalo území na účet Rakouska. Probíhající reformy vyvrcholily v roce 1791 vyhlášením v Polsko-litevské republice první evropské ústavy, která se ovšem nelíbila části polských magnátů. Nespokojená část magnátů (targovická konfederace) požádala ruskou carevnu Kateřinu II. o pomoc, a tak roku 1792 vpadly do země dvě ruské armády. Vypukla polsko-ruská válka. Prusko porušilo vojenský pakt podepsaný s Polskem a Rusku nevyhlásilo válku. Po bojích na území dnešního Běloruska a Ukrajiny ruské armády dorazily k řece Bug, než došlo k rozhodujícímu boji, polský král se rozhodl přistoupit k targovické konfederaci a požádal Rusko o mír. Mezi Ruskem, Pruskem a Rakouskem byla vedena série jednání, která skončila v lednu 1793.
- Prusko nakonec získalo Toruň, Gdaňsk, vojvodství Poznaňské, Hnězdenské, Kališské, Sieradzské, Inowrocławské, Brestsko-kujavské a Plocké a část Mazovska a Dobrzyňsko o rozloze 58 000 km².
- Carské Rusko získalo vojvodství Kyjevské, Braclavské, Podolské a části vojvodství Volyňského, Brestsko-litevského, Nowogrodského, Minského a Vilenského. Šlo o většinu dnešního území Ukrajiny a Běloruska o rozloze cca 250 000 km².
- Habsburské Rakousko se 2. dělení neúčastnilo.

## Třetí dělení Polska

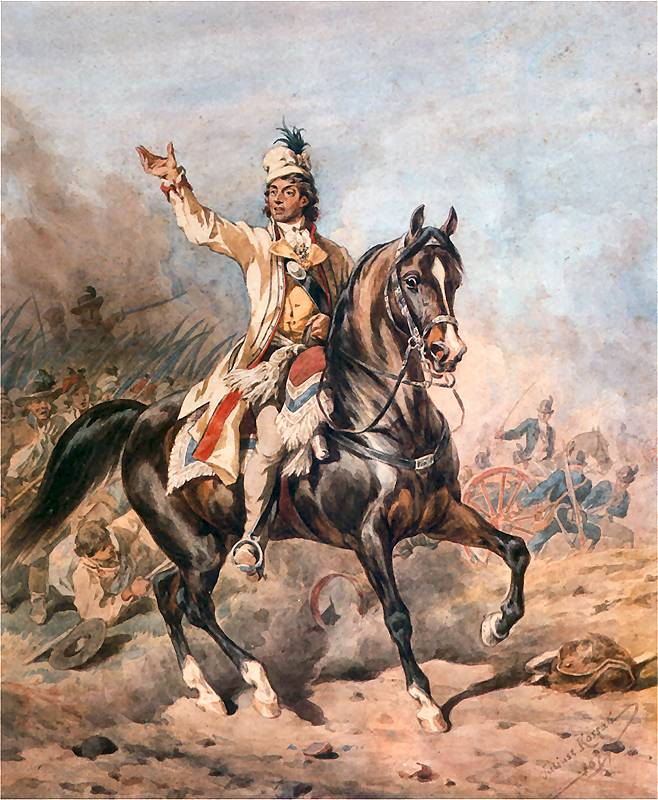
Tadeusz Kościuszko

Po druhém dělení Polska odcházelo do zahraničí velké množství emigrantů. Mezi těmi, kteří v Polsku zůstali, vznikaly různé ilegální spiklenecké pronárodní organizace různých směrů. Vojáci rozpuštěné polské armády se nemohli smířit s kapitulací krále. Zbytek „svobodného“ Polska byl obsazen ruskou armádou, která se neustále dopouštěla teroru na místních. Rok po druhém dělení Polska vše vygradovalo v protiruské povstání.
24. března 1794 vyhlásil na krakovském náměstí povstání pod heslem „Volnost, územní celistvost, samostatnost“ Tadeusz Kościuszko. Povstání zažívalo v počátku velké úspěchy. Povstalci jednali o podpoře v revoluční Francii, ovšem naděje vkládaná ve francouzská revoluční vojska se rozplynula. Povstalci tak museli bojovat proti falešnému pruskému spojenci a ruským vojskům na několika frontách sami. Když se ruský vojevůdce Suvorov zmocnil varšavského předměstí Pragy a dal zde vyvraždit obyvatele, zahájil s ním král jednání o kapitulaci.
Mezitím už probíhala jednání o třetím dělení Polska. Ta skončila roku 1795. Rakousko dostalo území mezi Bugem, Vislou a Pilicí spolu s Krakovem, Rusko zbytky Livonska, Polesí, Litvy, Volyňska a Žmudě, tedy zhruba země po Bug a Němen. Zbytek Polska s Varšavou připadl Prusku. Stanislav II. August Poniatowski podepsal formálně 25. listopadu abdikaci a souhlas se zánikem polského státu.

## Výsledky dělení
Jednotlivé mocnosti si rozdělily původní území polského státu dosti nerovnoměrně. Rusku připadlo 62 % území a 45 % obyvatelstva, včetně východních málo rozvinutých litevských, běloruských, ruských a ukrajinských zemí, v nichž bylo polské obyvatelstvo v menšině. Prusko zabralo hospodářsky nejvyspělejší polské kraje. Jednalo se o 20 % území a 23 % obyvatelstva. Nejhustěji zalidněné, ale hospodářsky zaostalé jižní území s kouskem Ukrajiny na východě bylo připojeno k Rakousku. V tomto případě se jednalo o 18 % území a 32 % obyvatelstva. Toto „Trojí dělení Polska“ mělo za následek likvidaci polského státu, který byl jen nakrátko a v omezeném rozsahu obnoven mezi lety 1807–1813, 1815–1831 a poté až po první světové válce, na sklonku roku 1918.